# Neuf-Marché
Neuf-Marché ist eine französische Gemeinde mit 647 Einwohnern (Stand: 1. Januar 2022) im Département Seine-Maritime in der Region Normandie. Sie gehört zum Arrondissement Dieppe und ist Teil des Kantons Gournay-en-Bray. Die Einwohner werden Ferrierois genannt.

## Geographie
Neuf-Marché liegt etwa 80 Kilometer nordnordwestlich von Paris am Ufer des Flusses Epte. Umgeben wird Neuf-Marché von den Nachbargemeinden Ernemont-la-Villette im Norden, Saint-Pierre-es-Champs im Osten, Bouchevilliers im Süden, Mesnil-sous-Vienne und Martagny im Südwesten sowie Montroty im Westen und Nordwesten.

## Bevölkerungsentwicklung
| Jahr                      | 1962 | 1968 | 1975 | 1982 | 1990 | 1999 | 2006 | 2012 |
| Einwohner                 | 600  | 569  | 536  | 514  | 568  | 635  | 671  | 696  |
| Quelle: Cassini und INSEE |      |      |      |      |      |      |      |      |

## Sehenswürdigkeiten
- Stiftskirche Saint-Pierre aus dem 10. Jahrhundert
- Kapelle Notre-Dame-de-Bonsecours
- Pfarrhaus aus dem 18. Jahrhundert
- Schloss Vardes aus dem 19. Jahrhundert
- Burg Heinrichs I., nur noch als Ruine überkommen

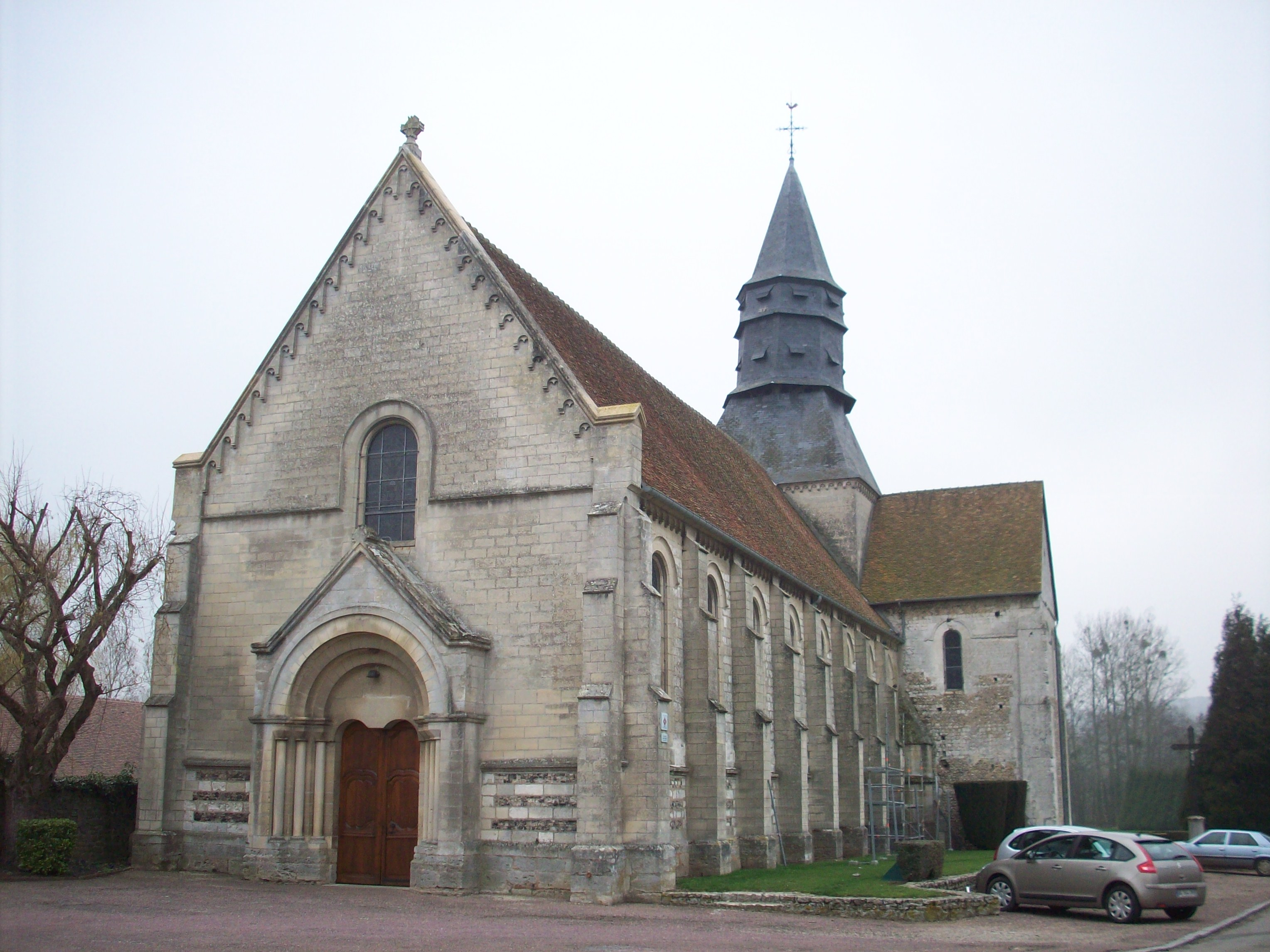
Stiftskirche Saint-Pierre

## Persönlichkeiten
- Germer, Heiliger, Herr über Vardes und Nobler unter Dagobert I.